# Uckange
Uckange (fràncic lorenès Ickéngen) és un municipi francès situat al departament del Mosel·la i a la regió del Gran Est. L'any 2007 tenia 7.375 habitants.

## Demografia

### Població
El 2007 la població de fet d'Uckange era de 7.375 persones. Hi havia 2.671 famílies, de les quals 670 eren unipersonals (258 homes vivint sols i 412 dones vivint soles), 657 parelles sense fills, 978 parelles amb fills i 366 famílies monoparentals amb fills.
La població ha evolucionat segons el següent gràfic:
Habitants censats

### Habitatges
El 2007 hi havia 2.906 habitatges, 2.730 eren l'habitatge principal de la família, 7 eren segones residències i 169 estaven desocupats. 1.208 eren cases i 1.643 eren apartaments. Dels 2.730 habitatges principals, 1.312 estaven ocupats pels seus propietaris, 1.373 estaven llogats i ocupats pels llogaters i 45 estaven cedits a títol gratuït; 92 tenien una cambra, 154 en tenien dues, 541 en tenien tres, 935 en tenien quatre i 1.008 en tenien cinc o més. 1.571 habitatges disposaven pel capbaix d'una plaça de pàrquing. A 1.283 habitatges hi havia un automòbil i a 894 n'hi havia dos o més.

### Piràmide de població
La piràmide de població per edats i sexe el 2009 era:
| Homes | Edats   | Dones |
| ----- | ------- | ----- |
| 0     | 95 o +  | 12    |
| 4     | 90 a 94 | 16    |
| 24    | 85 a 89 | 24    |
| 12    | 80 a 84 | 48    |
| 60    | 75 a 79 | 72    |
| 132   | 70 a 74 | 128   |
| 148   | 65 a 69 | 176   |
| 268   | 60 a 64 | 176   |
| 200   | 55 a 59 | 224   |
| 224   | 50 a 54 | 260   |
| 264   | 45 a 49 | 292   |
| 216   | 40 a 44 | 296   |
| 284   | 35 a 39 | 256   |
| 216   | 30 a 34 | 240   |
| 296   | 25 a 29 | 244   |
| 428   | 20 a 24 | 276   |
| 400   | 15 a 19 | 372   |
| 296   | 10 a 14 | 308   |
| 328   | 5 a 9   | 244   |
| 200   | 0 a 4   | 184   |

## Economia
El 2007 la població en edat de treballar era de 4.830 persones, 3.138 eren actives i 1.692 eren inactives. De les 3.138 persones actives 2.404 estaven ocupades (1.424 homes i 980 dones) i 736 estaven aturades (402 homes i 334 dones). De les 1.692 persones inactives 322 estaven jubilades, 539 estaven estudiant i 831 estaven classificades com a «altres inactius».

### Ingressos
El 2009 a Uckange hi havia 2.610 unitats fiscals que integraven 6.959 persones, la mediana anual d'ingressos fiscals per persona era de 13.193 €.

### Activitats econòmiques
Dels 222 establiments que hi havia el 2007, 11 eren d'empreses extractives, 6 d'empreses alimentàries, 2 d'empreses de fabricació d'elements pel transport, 21 d'empreses de fabricació d'altres productes industrials, 39 d'empreses de construcció, 46 d'empreses de comerç i reparació d'automòbils, 12 d'empreses de transport, 11 d'empreses d'hostatgeria i restauració, 4 d'empreses d'informació i comunicació, 5 d'empreses financeres, 8 d'empreses immobiliàries, 18 d'empreses de serveis, 25 d'entitats de l'administració pública i 14 d'empreses classificades com a «altres activitats de serveis».
Dels 69 establiments de servei als particulars que hi havia el 2009, 1 era una gendarmeria, 1 oficina de correu, 3 oficines bancàries, 2 funeràries, 7 tallers de reparació d'automòbils i de material agrícola, 1 taller d'inspecció tècnica de vehicles, 2 autoescoles, 9 paletes, 3 guixaires pintors, 2 fusteries, 7 lampisteries, 11 electricistes, 2 empreses de construcció, 7 perruqueries, 1 agència de treball temporal, 7 restaurants, 1 tintoreria i 2 salons de bellesa.
Dels 13 establiments comercials que hi havia el 2009, 2 eren supermercats, 2 botiges de menys de 120 m², 4 fleques, 1 una fleca, 1 una peixateria, 1 una llibreria, 1 una botiga de roba i 1 una joieria.
L'any 2000 a Uckange hi havia 3 explotacions agrícoles.

## Equipaments sanitaris i escolars
El 2009 hi havia 2 farmàcies i 1 ambulància.
El 2009 hi havia 3 escoles maternals i 4 escoles elementals. Uckange disposava d'un col·legi d'educació secundària amb 338 alumnes.

## Poblacions més properes
El següent diagrama mostra les poblacions més properes.